# Olga Krasko
Olga Jurjevna Krasko (rusky Ольга Юрьевна Красько; * 30. listopadu 1981, Charkov) je ruská herečka narozená na Ukrajině. V České republice je známá především jako Klaudie ze seriálu Četnické humoresky, kde účinkovala jako dcera Karla Arazíma.

## O životě
Roku 2002 ukončila pod vedením zkušeného herce a pedagoga Olega Tabakova studia na moskevské Umělecko-divadelní škole. Patřila zřejmě k dobrým studentkám, protože jí Tabakov nabídl spolupráci i nadále a ona se stala členkou jeho Divadelního studia. Mimoto působí ještě i na scéně Moskevského uměleckého divadla.